# Dicyrtoma
Genre
Synonymes
- Papirius Lubbock, 1862

Dicyrtoma est un genre de collemboles de la famille des Dicyrtomidae.

## Liste des espèces
Selon Checklist of the Collembola of the World (version du 15 août 2019) :
- Dicyrtoma alveola Lucas, 1846
- Dicyrtoma aurata (Mills, 1934)
- Dicyrtoma balicrura Lin & Feng, 1985
- Dicyrtoma chloropa (Tullberg, 1877)
- Dicyrtoma christinae Szeptycki, 1981
- Dicyrtoma cirtana Lucas, 1846
- Dicyrtoma dorsosignata Stach, 1924
- Dicyrtoma flammea Maynard, 1951
- Dicyrtoma fusca (Lubbock, 1873)
- Dicyrtoma ghilarovi Bretfeld, 1996
- Dicyrtoma grinbergsi Stebaeva, 1966
- Dicyrtoma guttata (Say, 1821)
- Dicyrtoma hageni (Folsom, 1896)
- Dicyrtoma insularis Carpenter, 1935
- Dicyrtoma maculosa Ionesco, 1930
- Dicyrtoma mangle Soto-Adames, 1988
- Dicyrtoma mithra Wray, 1949
- Dicyrtoma novaeboracensis Fitch, 1862
- Dicyrtoma ochreoa Wray, 1949
- Dicyrtoma oraniensis Lucas, 1846
- Dicyrtoma pakistanica Yosii & Ashraf, 1965
- Dicyrtoma vinalis Wray, 1949

## Publication originale
- Bourlet, 1842 : « Mémoire sur les Podurelles ». Mémoires de la Société centrale d'agriculture, sciences et arts du département du Nord, p. 1-78.